# Giải thưởng Lương thực Thế giới
Giải thưởng Lương thực Thế giới (tiếng Anh: World Food Prize) là giải thưởng quốc tế ghi nhận thành quả của các cá nhân đã nâng cao sự phát triển con người thông qua việc tăng cường chất lượng, số lượng hoặc tính sẵn sàng của lương thực trên thế giới. Từ ý tưởng của người nhận Giải Nobel Hòa bình Norman Borlaug được hỗ trợ từ Hiệp hội các công ty lương thực (General Foods) sáng lập ra giải thưởng năm 1986, quảng bá là Giải Nobel hoặc danh hiệu cao quý nhất trong lĩnh vực lương thực và nông nghiệp. Hiện Quỹ Giải thưởng Lương thực Thế giới (World Food Prize Foundation) quản lý giải thưởng này với sự hỗ trợ của nhiều nhà tài trợ. Từ năm 1987, giải thưởng được trao hàng năm để ghi nhận những đóng góp trong bất kỳ lĩnh vực nào liên quan đến việc cung ứng lương thực thế giới, như khoa học động thực vật, nuôi trồng thủy sản, khoa học đất, bảo tồn nước, dinh dưỡng, sức khỏe, khoa học hạt giống, bệnh thực vật, bảo vệ cây trồng, công nghệ thực phẩm, an toàn thực phẩm, chính sách, nghiên cứu, cơ sở hạ tầng, cứu trợ khẩn cấp và xóa đói giảm nghèo.
Những người đoạt giải được vinh danh và nhận thưởng trong lễ trao giải tại Iowa State Capitol, Des Moines, Iowa. Người đoạt giải được trao giấy chứng nhận, tác phẩm điêu khắc do Saul Bass thiết kế cùng tiền thưởng 250.000 đô la Mỹ.

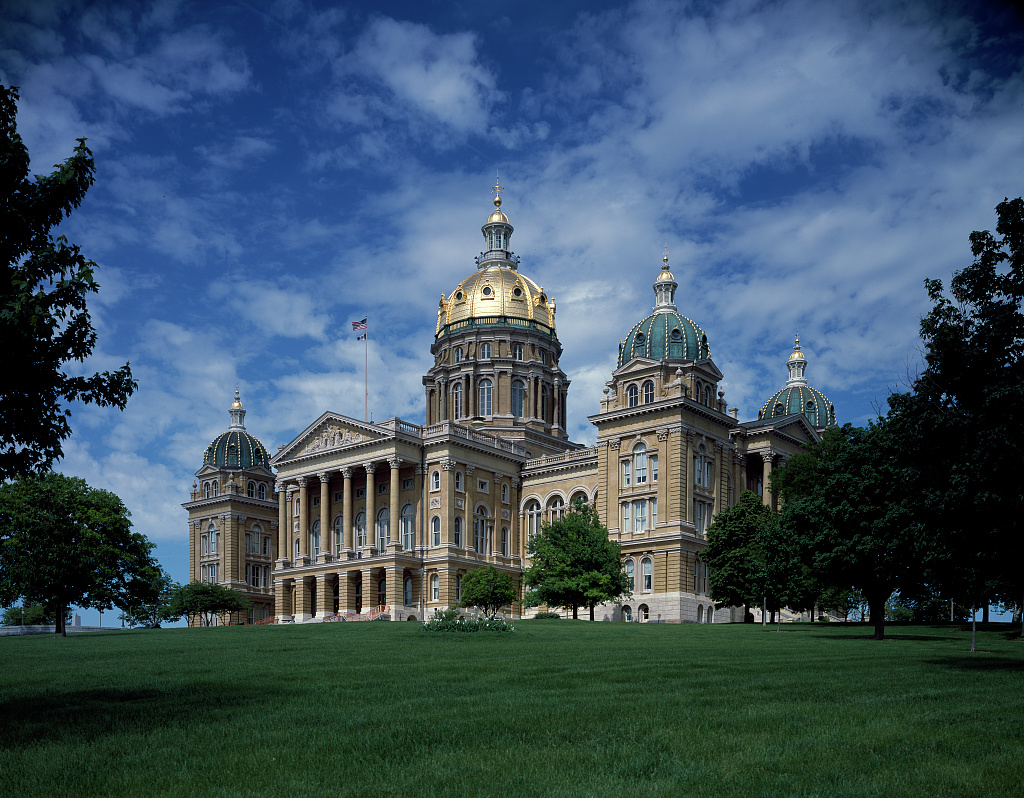
Iowa State Capitol, nơi những người đoạt giải được vinh danh và trao thưởng

Quỹ cũng nhắm tới mục tiêu "truyền cảm hứng cho thành tích đặc biệt trong việc đảm bảo lương thực và dinh dưỡng đầy đủ cho tất cả mọi người". Một số sự kiện và danh hiệu liên quan bao gồm Hội thảo chuyên đề Giải thưởng Lương thực Thế giới (World Food Prize Symposium) hoặc Đối thoại Borlaug, Hội nghị thượng đỉnh Iowa về nạn đói và các chương trình giới trẻ như Thực tập quốc tế Borlaug-Ruan (Borlaug-Ruan International Internships).

## Lịch sử
Norman Borlaug (1914–2009) được trao giải Nobel Hòa bình năm 1970 cho những đóng góp giúp tăng sản lượng lương thực toàn cầu. Chủ tịch Hội đồng Nobel Aase Lionæs đưa ra lý do về mối liên kết việc cung cấp lương thực thiết yếu cho thế giới là một đường lối mang lại hòa bình. Hơn nữa, việc gia tăng sản lượng lương thực giúp cho các nhà hoạch định chính sách trên toàn thế giới có thêm thời gian để tìm ra phương cách nuôi sống dân số đang ngày phát triển. 12 năm sau, Borlaug tiếp cận Quỹ Nobel với đề xuất thành lập thêm giải thưởng cho lĩnh vực lương thực và nông nghiệp. Nhưng Quỹ Nobel bị di chúc của Alfred Nobel ràng buộc không được tạo ra một giải thưởng mới như vậy. Borlaug vẫn tiếp tục tìm kiếm nhà tài trợ tại nơi khác.

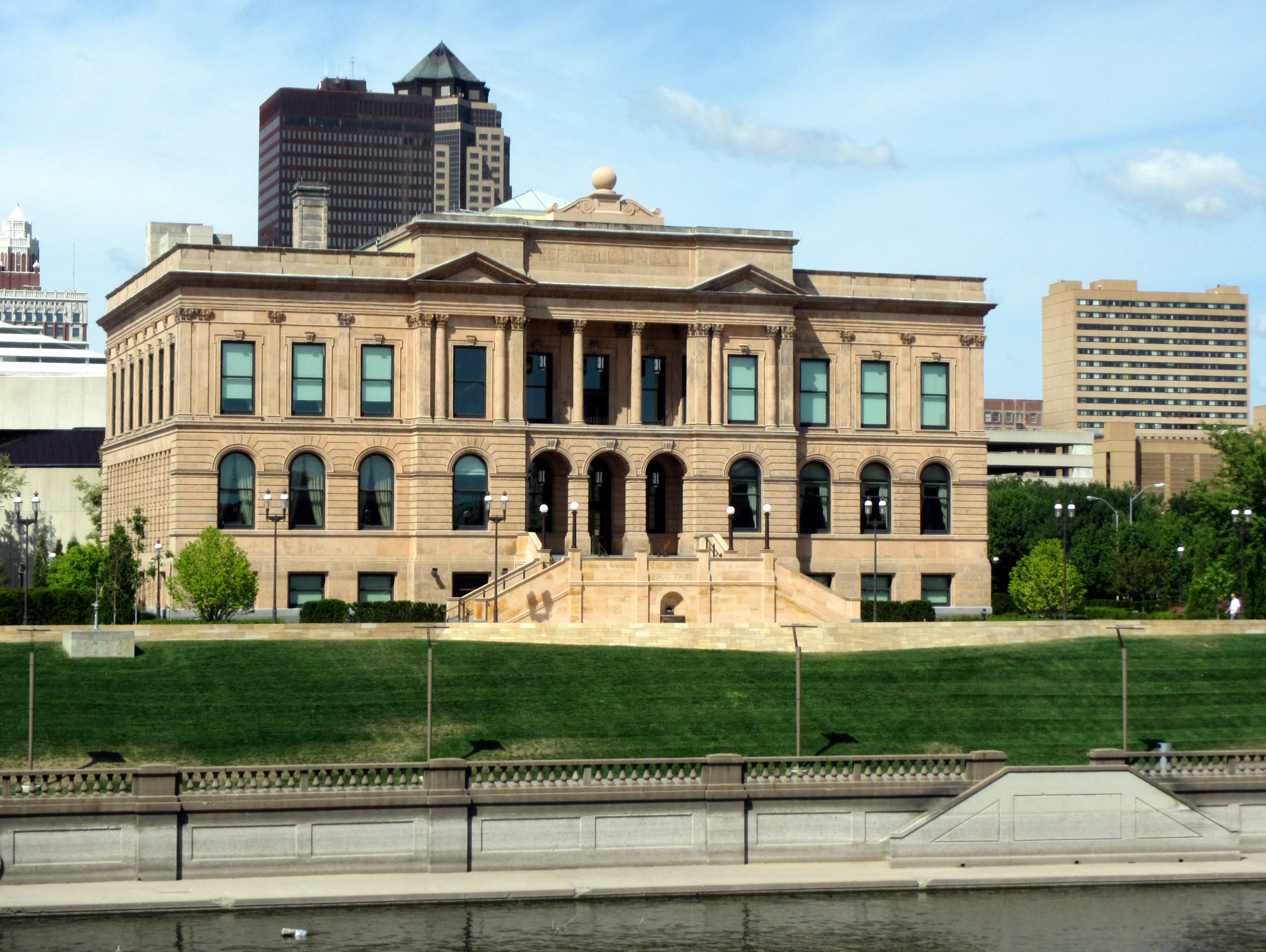
Sảnh trao Giải thưởng Lương thực Thế giới, được cải tạo và nâng cấp từ Thư viện Old Downtown Des Moines

Năm 1986, dưới sự lãnh đạo của Phó Chủ tịch A. S. Clausi, công ty General Foods đồng ý thành lập giải thưởng và trở thành nhà tài trợ sáng lập. Công ty đưa ra số tiền 200.000 đô la Mỹ, tương đương với giá trị của giải Nobel thời điểm ấy. Năm 1990, doanh nhân và nhà từ thiện John Ruan cùng gia đình đã nhận lấy việc tài trợ này. Gia đình Ruan thành lập Quỹ Giải thưởng Lương thực Thế giới với số tiền hỗ trợ phía sau là  10 triệu đô la Mỹ. Năm 2000, Kenneth M. Quinn được bổ nhiệm làm chủ tịch. Borlaug, Ruan và Quinn đều đến từ tiểu bang Iowa, Hoa Kỳ. Barbara Stinson kế nhiệm Quinn làm chủ tịch thứ nhì vào năm 2019.
Quỹ mua lại Thư viện Cũ Downtown Des Moines và gia đình Ruan chi 5 triệu đô la Mỹ để cải tạo thành trụ sở Quỹ Giải thưởng Lương thực Thế giới. Một vài nhà tài trợ tiếp tục đóng góp hơn 20 triệu đô la Mỹ trong chiến dịch biến tòa nhà thành bảo tàng công cộng Sảnh danh dự để vinh danh Borlaug và những người nhận Giải thưởng Lương thực Thế giới. Các nhà tài trợ khác đó gồm hơn 100 quỹ từ thiện, các tập đoàn và cá nhân đã giúp duy trì giải thưởng và các sự kiện liên quan của Quỹ. Phòng họp Nhà sáng lập tại Sảnh danh dự tưởng niệm 27 cá nhân đã góp phần quan trọng trong việc hình thành giải thưởng.
Norman Borlaug là chủ tọa đầu tiên của Ủy ban tuyển chọn người nhận Giải thưởng Lương thực Thế giới. Năm 2009, Borlaug chỉ định người kế nhiệm là M. S. Swaminathan cũng chính là người nhận giải đầu tiên. Hiện tại, người đoạt giải năm 2009 Gebisa Ejeta đang giữ ghế chủ tọa. Chủ tọa không được quyền bỏ phiếu, các thành viên khác trong ủy ban đều được giữ kín danh tính.

## Người nhận Giải thưởng Lương thực Thế giới

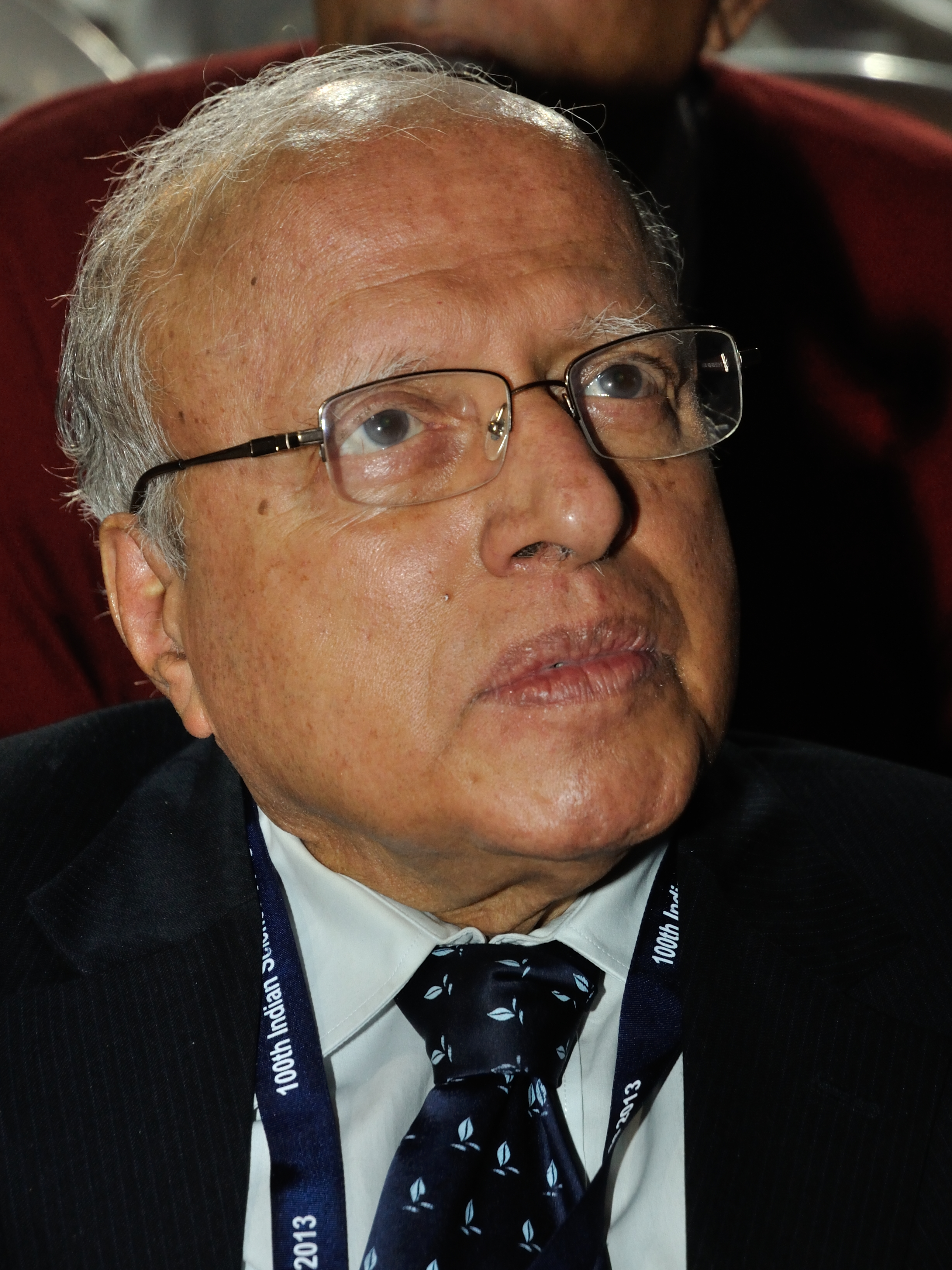
Người nhận giải năm 1987 M. S. Swaminathan

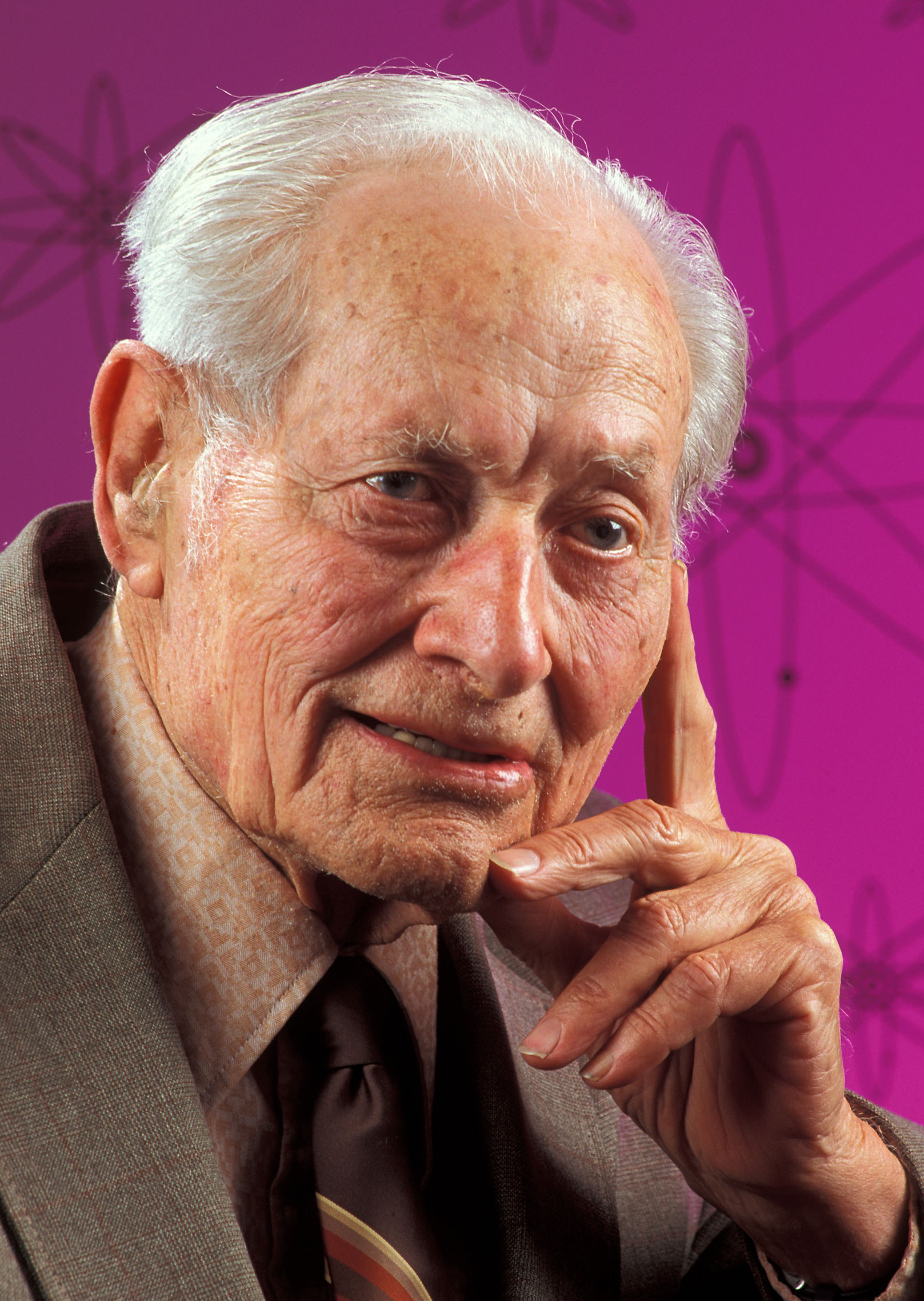
Người nhận giải năm 1992 Edward F. Knipling

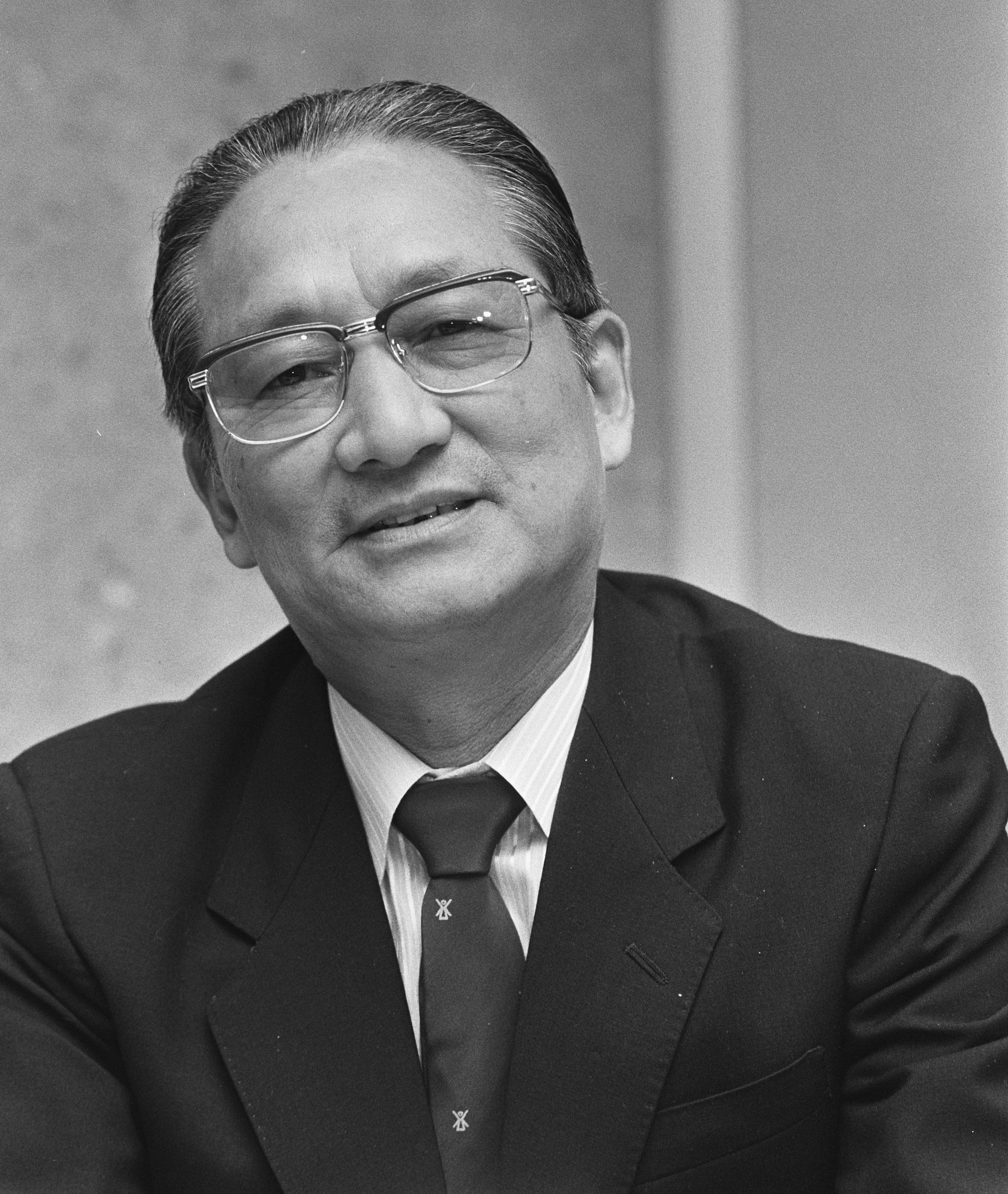
Người nhận giải năm 1993 Hà Khang

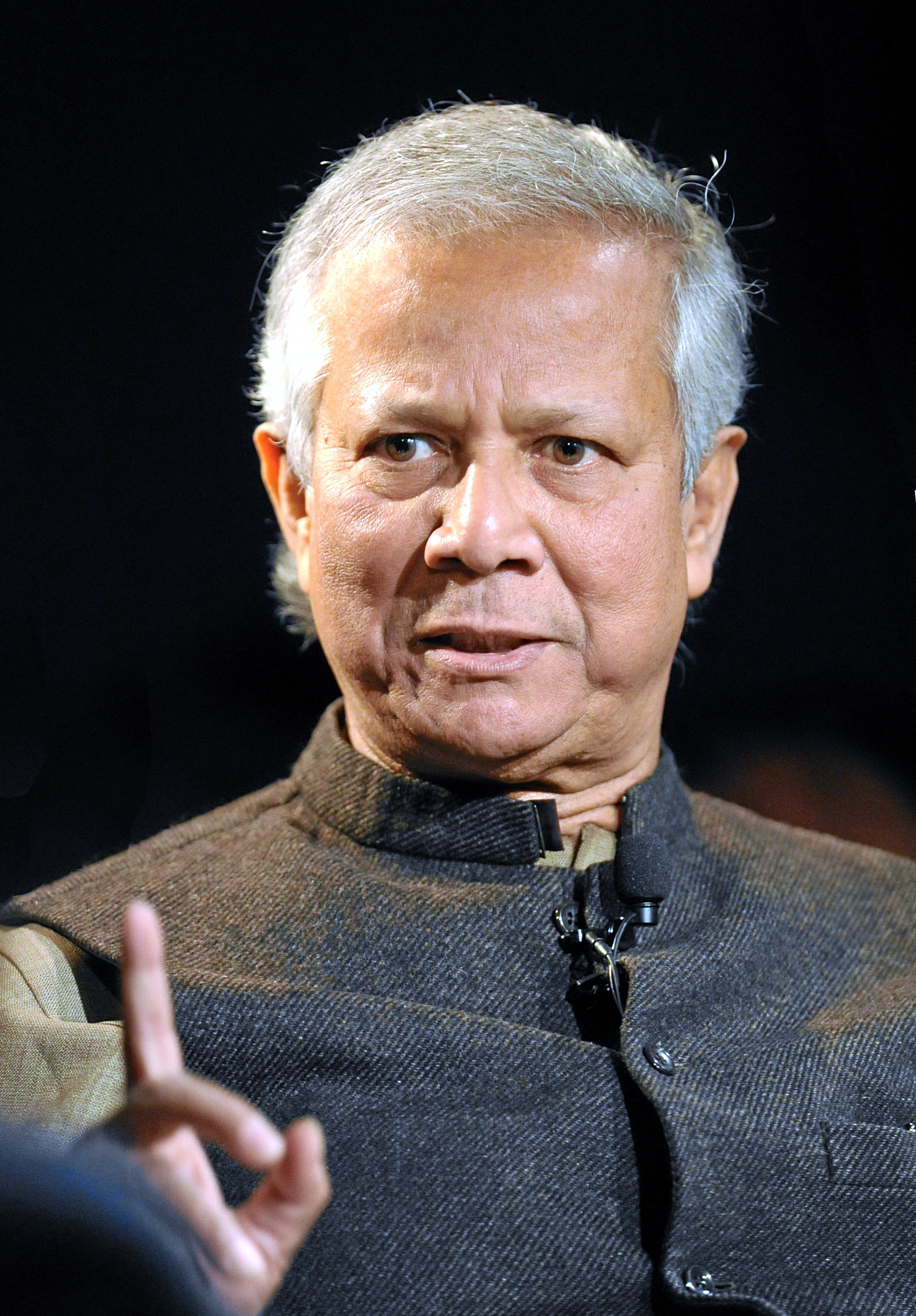
Người nhận năm 1994 Muhammad Yunus

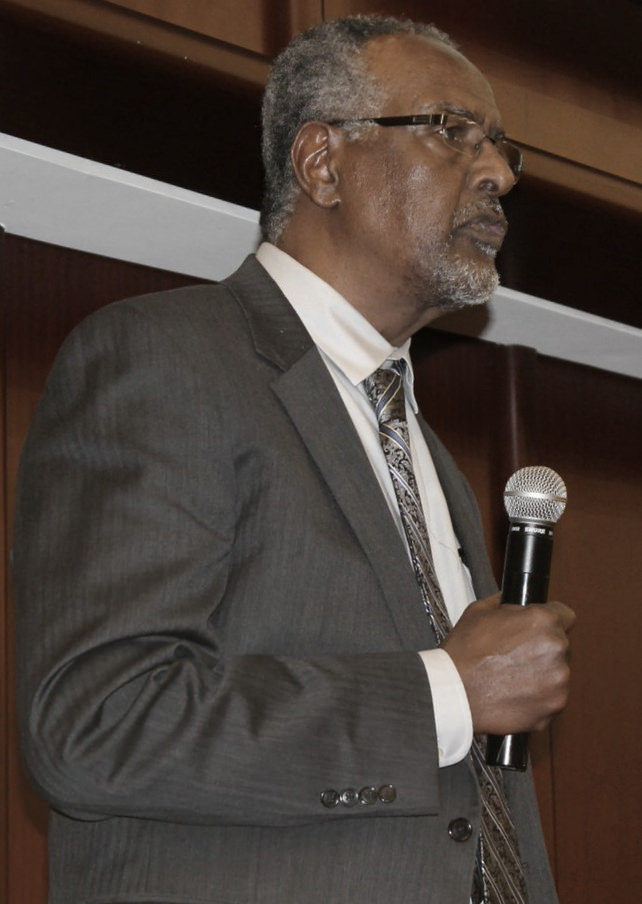
Người nhận giải năm 2009 Gebisa Ejeta

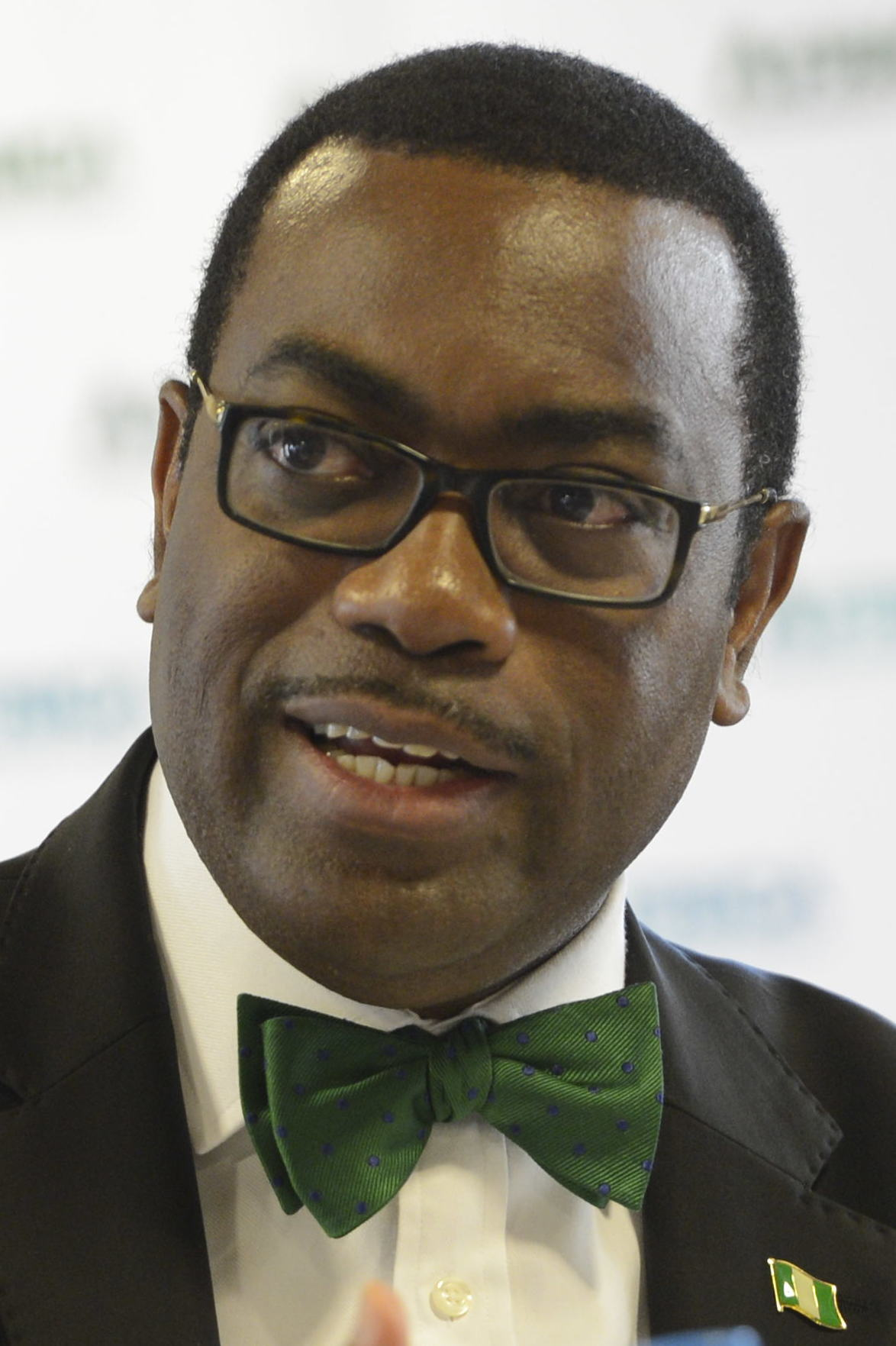
Người nhận giải năm 2017 Akinwumi Adesina

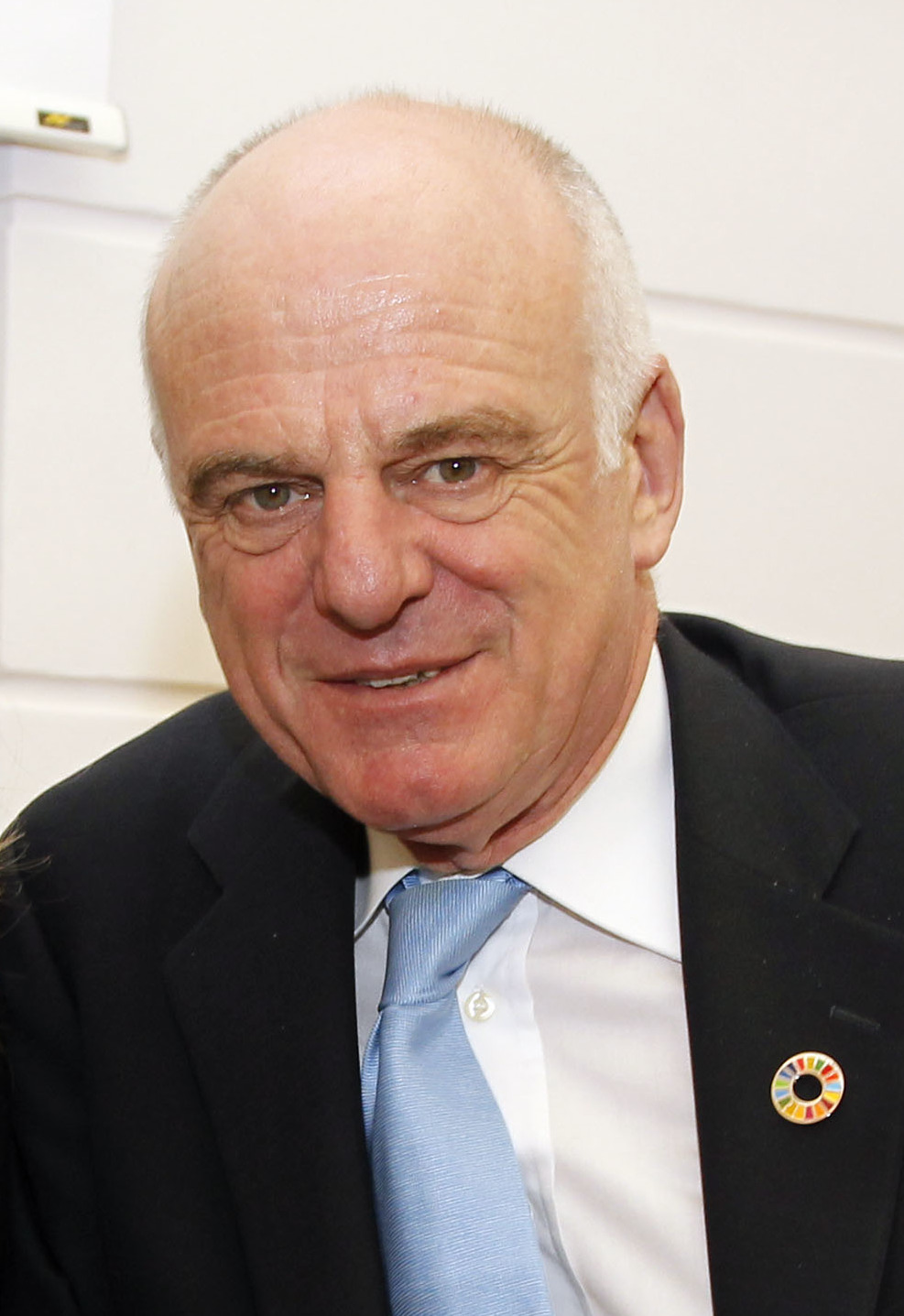
Người nhận giải năm 2018 David Nabarro

| Năm  | Người nhận                | Quốc gia                      | Lý do | T.k                     |
| ---- | ------------------------- | ----------------------------- | --- | ----------------------- |
| 1987 | M. S. Swaminathan         | Ấn Độ                         | Lãnh đạo và nghiên cứu khoa học trong việc giới thiệu các giống lúa mì và lúa gạo năng suất cao đến Ấn Độ vào thập niên 1960, khởi động Cách mạng Xanh ở Ấn Độ và lãnh đạo tại Viện nghiên cứu lúa quốc tế (The International Rice Research Institute - IRRI)            | [ 26 ] [ 27 ] [ 2 ]     |
| 1988 | Robert F. Chandler        | Hoa Kỳ                        | Lãnh đạo thành lập IRRI và Trung tâm Rau Thế giới, mở đường hình thành ra Nhóm Tổ chức Cố vấn Quốc tế về Nghiên cứu Nông nghiệp (The Consultative Group on International Agricultural Research - CGIAR), và nghiên cứu khoa học dẫn đến phát triển lúa gạo năng suất cao | [ 30 ] [ 31 ]           |
| 1989 | Verghese Kurien           | Ấn Độ                         | Lãnh đạo trong Chiến dịch Lũ lụt, giúp nông dân làm chủ hợp tác xã của mình, kéo theo Ấn Độ trở thành nhà sản xuất sữa lớn nhất | [ 32 ] [ 33 ]           |
| 1990 | John Niederhauser         | Hoa Kỳ                        | Lãnh đạo và nghiên cứu khoa học trong sản xuất và cải thiện khả năng chống lại dịch hại của khoai tây | [ 34 ] [ 35 ]           |
| 1991 | Nevin S. Scrimshaw        | Hoa Kỳ                        | Nghiên cứu dinh dưỡng chống lại sự thiếu hụt protein, iốt, sắt và phát triển các loại thực phẩm giàu dinh dưỡng | [ 36 ] [ 37 ]           |
| 1992 | Edward F. Knipling        | Hoa Kỳ                        | Phát triển kỹ thuật côn trùng vô trùng để kiểm soát ký sinh trùng gây hại cho nguồn cung cấp lương thực | [ 39 ] [ 40 ] [ 41 ]    |
| 1992 | Raymond Bushland          | Hoa Kỳ                        | Phát triển kỹ thuật côn trùng vô trùng để kiểm soát ký sinh trùng gây hại cho nguồn cung cấp lương thực | [ 39 ] [ 40 ] [ 41 ]    |
| 1993 | Hà Khang                  | Trung Quốc                    | Cải cách trên cương vị bộ trưởng Bộ Nông nghiệp, khiến Trung Quốc tự túc được sản xuất lương thực | [ 42 ] [ 43 ]           |
| 1994 | Muhammad Yunus            | Bangladesh                    | Phổ biến chương trình tín dụng vi mô sáng tạo cho người nghèo, mang lại hàng triệu người khả năng tiếp cận nhiều lương thực hơn và dinh dưỡng tốt hơn | [ 44 ] [ 45 ] [ 46 ]    |
| 1995 | Hans Rudolf Herren        | Thụy Sĩ                       | Phát triển chương trình kiểm soát dịch bệnh rệp sáp hại sắn châu Phi | [ 47 ] [ 48 ]           |
| 1996 | Henry Beachell            | Hoa Kỳ                        | Tạo ra những tiến bộ trong công tác gây giống dẫn đến tăng sản lượng lúa gạo đáng kể, mang lại lợi ích cho nhiều quốc gia | [ 49 ] [ 50 ]           |
| 1996 | Gurdev Khush              | Ấn Độ                         | Tạo ra những tiến bộ trong công tác gây giống dẫn đến tăng sản lượng lúa gạo đáng kể, mang lại lợi ích cho nhiều quốc gia | [ 49 ] [ 50 ]           |
| 1997 | Ray F. Smith              | Hoa Kỳ                        | Nỗ lực cá nhân và nỗ lực chung trong việc phát triển kỹ thuật quản lý dịch hại tổng hợp (integrated pest management - IPM) bền vững | [ 51 ] [ 52 ]           |
| 1997 | Perry Adkisson            | Hoa Kỳ                        | Nỗ lực cá nhân và nỗ lực chung trong việc phát triển kỹ thuật quản lý dịch hại tổng hợp (integrated pest management - IPM) bền vững | [ 51 ] [ 52 ]           |
| 1998 | B.R. Barwale              | Ấn Độ                         | Cải thiện khả năng tiếp cận thương mại cho hạt giống chất lượng cao trên khắp Ấn Độ | [ 53 ] [ 54 ]           |
| 1999 | Walter Plowright          | Anh Quốc                      | Phát triển vắc xin chống lại dịch tả gia súc | [ 55 ] [ 56 ]           |
| 2000 | Evangelina Villegas       | México                        | Nghiên cứu và lãnh đạo việc nâng cao năng suất và hàm lượng dinh dưỡng cây ngô thông qua phát triển ngô protein chất lượng cao (quality protein maize - QPM) | [ 57 ] [ 58 ] [ 59 ]    |
| 2000 | Surinder Vasal            | Ấn Độ                         | Nghiên cứu và lãnh đạo việc nâng cao năng suất và hàm lượng dinh dưỡng cây ngô thông qua phát triển ngô protein chất lượng cao (quality protein maize - QPM) | [ 57 ] [ 58 ] [ 59 ]    |
| 2001 | Per Pinstrup-Andersen     | Đan Mạch                      | Nỗ lực nghiên cứu dẫn đến thay đổi chính sách tại một số quốc gia liên quan đến trợ cấp lương thực | [ 60 ] [ 61 ]           |
| 2002 | Pedro A. Sanchez          | Hoa Kỳ                        | Phát triển phương pháp phục hồi độ màu mỡ cho đất bạc màu ở châu Phi và Nam Mỹ | [ 62 ] [ 63 ] [ 64 ]    |
| 2003 | Catherine Bertini         | Liên Hợp Quốc                 | Chuyển hóa Chương trình Lương thực Thế giới thành tổ chức cứu trợ lương thực nhân đạo hiệu quả | [ 65 ] [ 66 ] [ 67 ]    |
| 2004 | Viên Long Bình            | Trung Quốc                    | Phát triển các giống lúa lai đầu tiên, gồm những công nghệ cần thiết | [ 68 ] [ 69 ] [ 70 ]    |
| 2004 | Monty Jones               | Sierra Leone                  | Phát triển các giống NERICA (New Rice for Africa - Lúa mới cho châu Phi), với tiềm năng tăng năng suất lúa ở châu Phi | [ 68 ] [ 71 ] [ 72 ]    |
| 2005 | Modadugu Vijay Gupta      | Ấn Độ                         | Phát triển và phổ biến kỹ thuật nuôi cá nước ngọt chi phí thấp | [ 73 ] [ 74 ] [ 75 ]    |
| 2006 | Edson Lobato              | Brasil                        | Nỗ lực cá nhân trong khoa học và chính sách đã khai mở nông nghiệp tại khu vực Cerrado của Brazil | [ 76 ] [ 77 ] [ 78 ]    |
| 2006 | Alysson Paolinelli        | Brasil                        | Nỗ lực cá nhân trong khoa học và chính sách đã khai mở nông nghiệp tại khu vực Cerrado của Brazil | [ 76 ] [ 77 ] [ 78 ]    |
| 2006 | Andrew Colin McClung      | Hoa Kỳ                        | Nỗ lực cá nhân trong khoa học và chính sách đã khai mở nông nghiệp tại khu vực Cerrado của Brazil | [ 76 ] [ 77 ] [ 78 ]    |
| 2007 | Philip E. Nelson          | Hoa Kỳ                        | Cải thiện công nghệ bao bì vô trùng và phổ biến toàn thế giới | [ 79 ] [ 80 ] [ 75 ]    |
| 2008 | Bob Dole                  | Hoa Kỳ                        | Lãnh đạo hướng tới khuyến khích cam kết toàn cầu dành cho bữa ăn học đường | [ 81 ] [ 82 ] [ 83 ]    |
| 2008 | George McGovern           | Hoa Kỳ                        | Lãnh đạo hướng tới khuyến khích cam kết toàn cầu dành cho bữa ăn học đường | [ 81 ] [ 82 ] [ 83 ]    |
| 2009 | Gebisa Ejeta              | Ethiopia                      | Phát triển giống cao lương châu Phi đầu tiên chịu hạn và cỏ phù thủy ký sinh Striga | [ 84 ] [ 85 ] [ 86 ]    |
| 2010 | David Beckmann            | Hoa Kỳ                        | Lãnh đạo tại hai tổ chức cơ sở giải quyết vấn đề nạn đói và dinh dưỡng | [ 87 ] [ 88 ] [ 89 ]    |
| 2010 | Jo Luck                   | Hoa Kỳ                        | Lãnh đạo tại hai tổ chức cơ sở giải quyết vấn đề nạn đói và dinh dưỡng | [ 87 ] [ 88 ] [ 89 ]    |
| 2011 | John Kufuor               | Ghana                         | Thiết lập và thực hiện các chính sách của chính phủ nhằm xóa đói giảm nghèo ở đất nước mình | [ 90 ] [ 91 ] [ 92 ]    |
| 2011 | Luiz Inácio Lula da Silva | Brasil                        | Thiết lập và thực hiện các chính sách của chính phủ nhằm xóa đói giảm nghèo ở đất nước mình | [ 90 ] [ 91 ] [ 92 ]    |
| 2012 | Daniel Hillel             | Israel                        | Lên ý tưởng và thực hiện tưới nhỏ giọt tại các vùng đất khô hạn | [ 93 ] [ 94 ] [ 95 ]    |
| 2013 | Marc Van Montagu          | Bỉ                            | Thành tựu cá nhân trong công nghệ sinh học nông nghiệp hiện đại hỗ trợ tính bền vững và an ninh lương thực toàn cầu (có tranh cãi) | [ 101 ] [ 102 ] [ 103 ] |
| 2013 | Mary-Dell Chilton         | Hoa Kỳ                        | Thành tựu cá nhân trong công nghệ sinh học nông nghiệp hiện đại hỗ trợ tính bền vững và an ninh lương thực toàn cầu (có tranh cãi) | [ 101 ] [ 102 ] [ 103 ] |
| 2013 | Robert Fraley             | Hoa Kỳ                        | Thành tựu cá nhân trong công nghệ sinh học nông nghiệp hiện đại hỗ trợ tính bền vững và an ninh lương thực toàn cầu (có tranh cãi) | [ 101 ] [ 102 ] [ 103 ] |
| 2014 | Sanjaya Rajaram           | Ấn Độ · México                | Phát triển 480 giống lúa mì kháng bệnh và tăng sản lượng toàn cầu thêm 200 triệu tấn | [ 104 ] [ 105 ] [ 106 ] |
| 2015 | Fazle Hasan Abed          | Bangladesh                    | Xây dựng một tổ chức giảm nghèo hiệu quả ở Bangladesh và 10 quốc gia khác | [ 107 ] [ 108 ] [ 109 ] |
| 2016 | Maria Andrade             | Cabo Verde                    | Phát triển "giải pháp tăng cường các vi chất bằng sinh học (biofortification) thành công nhất" cho khoai lang ruột cam cao sản và chống chịu tốt | [ 111 ] [ 112 ] [ 113 ] |
| 2016 | Robert Mwanga             | Uganda                        | Phát triển "giải pháp tăng cường các vi chất bằng sinh học (biofortification) thành công nhất" cho khoai lang ruột cam cao sản và chống chịu tốt | [ 111 ] [ 112 ] [ 113 ] |
| 2016 | Jan Low                   | Hoa Kỳ                        | Phát triển "giải pháp tăng cường các vi chất bằng sinh học (biofortification) thành công nhất" cho khoai lang ruột cam cao sản và chống chịu tốt | [ 111 ] [ 112 ] [ 113 ] |
| 2016 | Howarth Bouis             | Hoa Kỳ                        | Thực hiện cách tiếp cận đa thể chế với giải pháp tăng cường cá vi chất bằng sinh học như là chiến lược nhân giống cây trồng toàn cầu | [ 111 ] [ 112 ] [ 113 ] |
| 2017 | Akinwumi Adesina          | Nigeria                       | Lãnh đạo và đổi mới xây dựng ý chí chính trị để biến chuyển nông nghiệp châu Phi ở tất cả các cấp | [ 114 ] [ 115 ] [ 116 ] |
| 2018 | Lawrence Haddad           | Anh Quốc · Nam Phi            | Chú trọng đưa tình trạng suy dinh dưỡng bà mẹ và trẻ em thành vấn đề trọng tâm ở cấp quốc gia và quốc tế | [ 117 ] [ 118 ]         |
| 2018 | David Nabarro             | Anh Quốc · Liên Hợp Quốc      | Chú trọng đưa tình trạng suy dinh dưỡng bà mẹ và trẻ em thành vấn đề trọng tâm ở cấp quốc gia và quốc tế | [ 117 ] [ 118 ]         |
| 2019 | Simon N. Groot            | Hà Lan                        | Trao quyền cho nông dân sản xuất nhỏ ở hơn 60 quốc gia thông qua tăng cường sản xuất rau củ | [ 119 ] [ 120 ] [ 121 ] |
| 2020 | Rattan Lal                | Ấn Độ · Hoa Kỳ                | Tiếp cận lấy đất làm trọng tâm làm tăng sản lượng lương thực bền vững | [ 122 ] [ 123 ] [ 124 ] |
| 2021 | Shakuntala H. Thilsted    | Trinidad và Tobago · Đan Mạch | Thành tựu tiên phong trong tiếp cận cải thiện dinh dưỡng từ cá nhỏ vào khẩu phần thực phẩm | [ 125 ] [ 126 ] [ 127 ] |
| 2022 | Cynthia E. Rosenzweig     | Hoa Kỳ                        | Tiên phong trong việc mô hình hóa tác động của biến đổi khí hậu lên sản xuất lương thực toàn cầu. | [ 128 ] [ 129 ] [ 130 ] |

## Sự kiện liên quan
Quỹ được mở rộng ra một số sự kiện liên quan như Hội nghị Chuyên đề Quốc tế Norman E. Borlaug, hay còn gọi là Hội nghị Giải thưởng Lương thực Thế giới hoặc Đối thoại Borlaug. Năm 1994, Học viện Thanh niên được thành lập nhằm thúc đẩy giới trẻ trong lĩnh vực nông nghiệp, lương thực, dân số và các ngành khoa học liên quan. Các học viện Thanh niên đã được thành lập ở 24 tiểu bang của Hoa Kỳ và ba quốc gia khác. Dựa trên những bài luận, học sinh trung học được chọn để tham gia hoạt động của học viện. Tham gia học viện cũng là điều kiện đủ để được vào chương trình thực tập dài tám tuần.
Chương trình Thực tập Quốc tế Borlaug-Ruan mang lại cho học sinh trung học cơ hội tám tuần trải nghiệm thực tế, làm việc với các nhà khoa học và nhà hoạch định chính sách nổi tiếng thế giới trong lĩnh vực thiếu đói và dinh dưỡng tại những trung tâm nghiên cứu hàng đầu trên thế giới. Chương trình thực tập ra đời năm 1998 và đã tài trợ cho hơn 350 thực tập sinh Borlaug-Ruan đến 34 trung tâm nghiên cứu nông nghiệp trên khắp thế giới.  Từ năm 2007, trong tuần sự kiện Giải thưởng Lương thực Thế giới cũng diễn ra Hội nghị thượng đỉnh Iowa về nạn đói. Sự kiện rộng mở cho công chúng tham gia và tôn vinh vai trò người bang Iowa trong việc chống lại nạn đói và tăng cường an ninh lương thực mỗi năm.